# 東海駅 (江原特別自治道)
東海駅（トンヘえき）は、大韓民国江原特別自治道東海市にある韓国鉄道公社（KORAIL）の駅である。

## 利用可能な路線
- 韓国鉄道公社
  - 嶺東線 - 当駅で運行系統が分離されており、当駅 - 江陵駅間の区間列車が設定されている。また、KTX江陵線の嶺東線乗り入れ系統の始発・終着駅でもある。
  - 三陟線（起点）
  - 墨湖港線（起点・貨物線）
  - 北坪線（起点・貨物線）

## 歴史
- 1940年8月1日：三陟鉄道鉄岩線の北坪駅（북평역）として開業。
- 1961年5月5日：東海北部線当駅- 玉渓間が開業し、鉄岩線と東海北部線の接続駅となる。
- 1963年5月17日：路線の改編に伴い、嶺東線と墨湖港線の駅となる。
- 1983年12月30日：現在の駅舎竣工。
- 1984年6月1日：東海駅へ改称。
- 2020年3月2日：江陵線KTXが当駅まで延伸開業。同時に、江陵行きの嶺東線一般列車が当駅までの運行に変更され、当駅 - 江陵間のシャトル列車が運行開始。

## 駅構造

### のりば

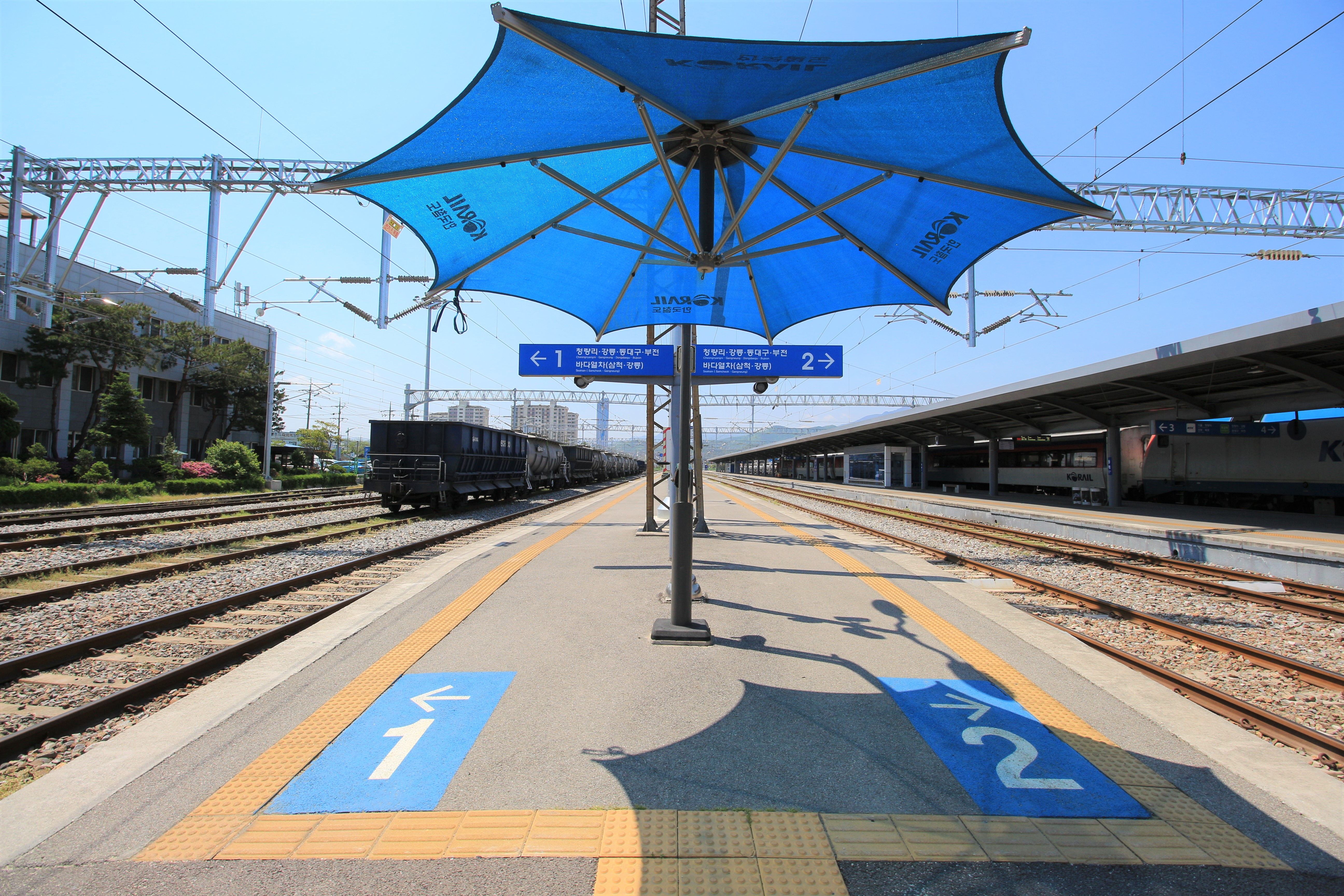
1・2番線ホーム
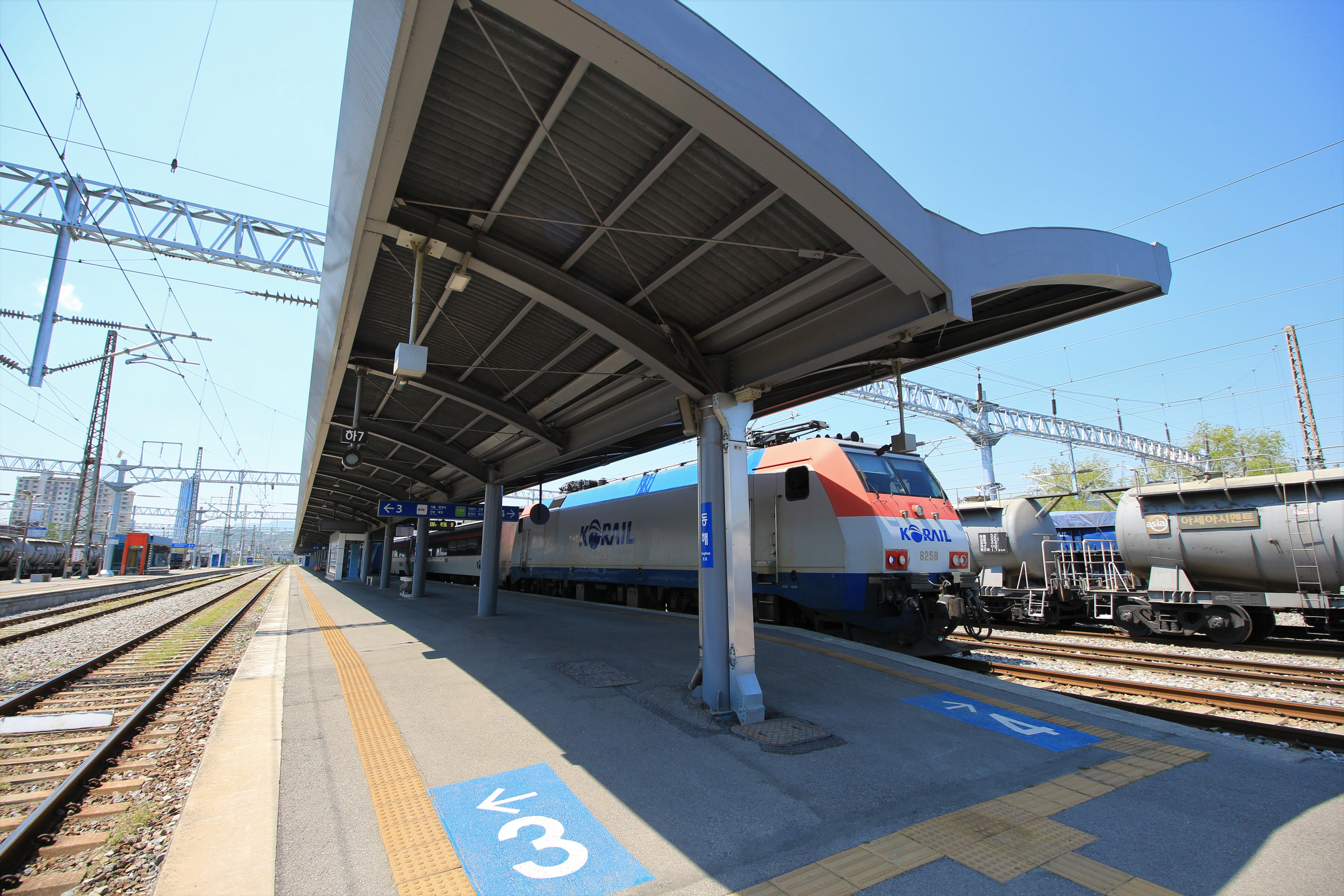
3・4番線ホーム
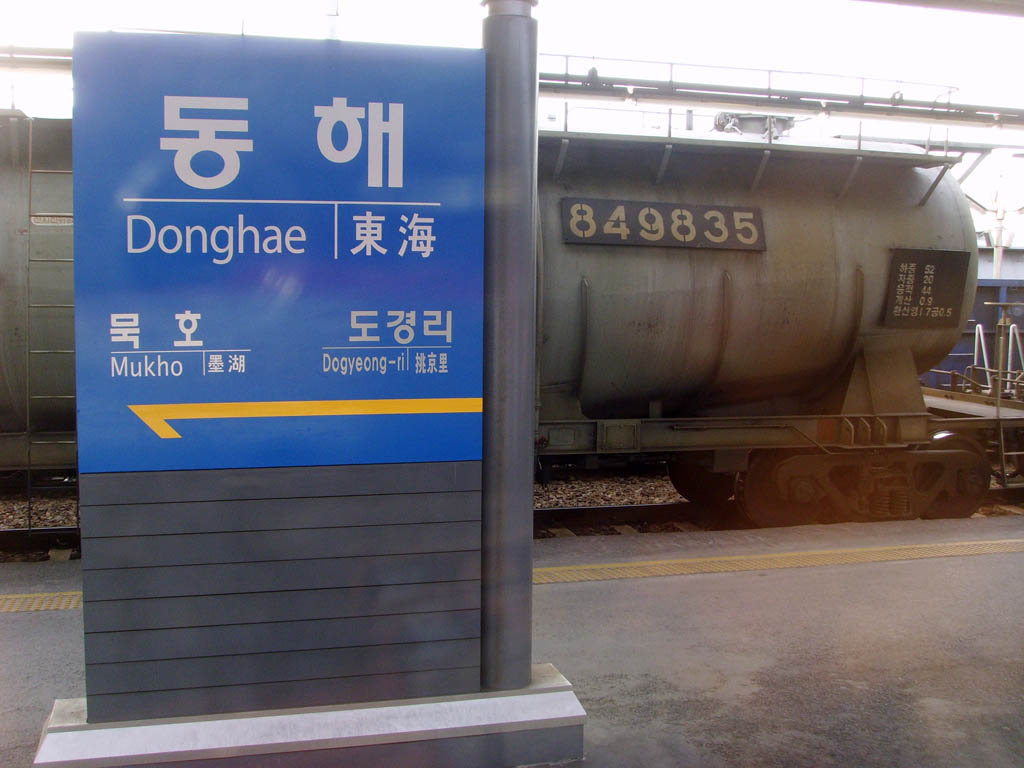
駅名標

| ホーム | 路線         | 直通路線                     | 種別                         | 行先                                   | 備考               |
| ------ | ------------ | ---------------------------- | ---------------------------- | -------------------------------------- | ------------------ |
| 1 - 2  | 三陟線       |                              | 海列車                       | 三陟海辺方面                           |                    |
| 1 - 2  | 嶺東線(下り) |                              | 海列車・ムグンファ号・ヌリロ | 墨湖・正東津・江陵方面                 | シャトル列車       |
| 3 - 4  | 嶺東線(上り) | 中央線(下り)・東海線         | ムグンファ号                 | 栄州・安東・慶州・太和江・釜田方面     |                    |
| 3 - 4  | 嶺東線(上り) | 中央線(下り)・大邱線         | ムグンファ号                 | 栄州・安東・河陽・東大邱方面           |                    |
| 3 - 4  | 嶺東線(上り) | 慶北線・京釜線               | ムグンファ号                 | 店村・金泉・亀尾・大邱・密陽・釜山方面 | 土曜日・日曜日運転 |
| 3 - 4  | 嶺東線(上り) | 太白線・中央線(上り)         | ムグンファ号・ヌリロ         | 東栢山・堤川・清凉里方面               |                    |
| 3 - 4  | 嶺東線(下り) | 江陵線（京江線・中央線直通） | KTX                          | 正東津・平昌・万鍾・清凉里・ソウル方面 |                    |

- 1・2番線ホーム
- 3・4番線ホーム
- 駅名標

## 駅周辺
東海市の中心部からは南に離れており、市内バスやタクシーなどでのアクセスが必要となる。
日本（境港）行き航路も発着する東海港が近く、徒歩10～15分程度で行ける。

## 隣の駅
韓国鉄道公社
嶺東線
新基駅 - (上鼎信号場) - (未老駅) - (桃京里信号場) - 東海駅 - 墨湖駅
三陟線
東海駅 - 湫岩駅
墨湖港線
東海駅 - 墨湖港駅
北坪線
東海駅 - 三和駅